# Gelos (mitología)
En la mitología griega, Gelos (griego antiguo: Γέλως) era la personificación divina de la risa. Según Filóstrato de Lemnos, él deseaba entrar en el séquito de Dioniso junto a Como. Plutarco relata que Licurgo de Esparta dedicó una pequeña estatua de Gelos a lo dioses, y menciona que en Esparta había un santuario de Gelos, así como los de Thanatos, Fobos y "otras personificaciones de ese tipo".
Riso era la versión latina del nombre Gelos. Un festival en honor de Riso (o Gelos) en Tesalia fue descrito por Apuleyo, aunque no se sabe si era un acontecimiento real o una invención del escritor.